# Parc maritime départemental Estérel-Théoule
Le parc maritime départemental Estérel-Théoule est un parc maritime français situé dans le département des Alpes maritimes, à l'est du massif de l'Esterel. Il borde la commune de Théoule-sur-Mer.

## Description
Ce site de 353 ha, géré par le Conservatoire du littoral, est implanté au droit de la commune de Théoule-sur-Mer. Il assure une continuité en mer du parc de la Pointe de l’Aiguille et du parc naturel départemental de l’Estérel,, vaste de 959 hectares, situé à cheval sur les communes de Mandelieu-La Napoule et Théoule-sur-Mer.

## Centres d'intérêt

### Habitats sous-marins
Le littoral présente une mosaïque d’habitats propice à une importante biodiversité : petits fonds de roches et de galets, bancs de sable, herbiers de posidonie, algues coralligènes.

### Observation de la faune
Le sentier sous-marin de la Pointe de l’Aiguille, créé en 2006, est accessible de mi-juin à mi-septembre.
Il permet l’observation de la faune et de la flore des petits fonds grâce à des plaquettes pédagogiques immergeables disponibles à l’Office de tourisme. 

## Mouillages
Afin de limiter les dégradations liées aux ancrages répétés, le département des Alpes-Maritimes a aménagé deux mouillages écologiques réservés aux clubs de plongée, dans le cadre du Plan Départemental des Espaces, Sites et Itinéraires (PDESI).

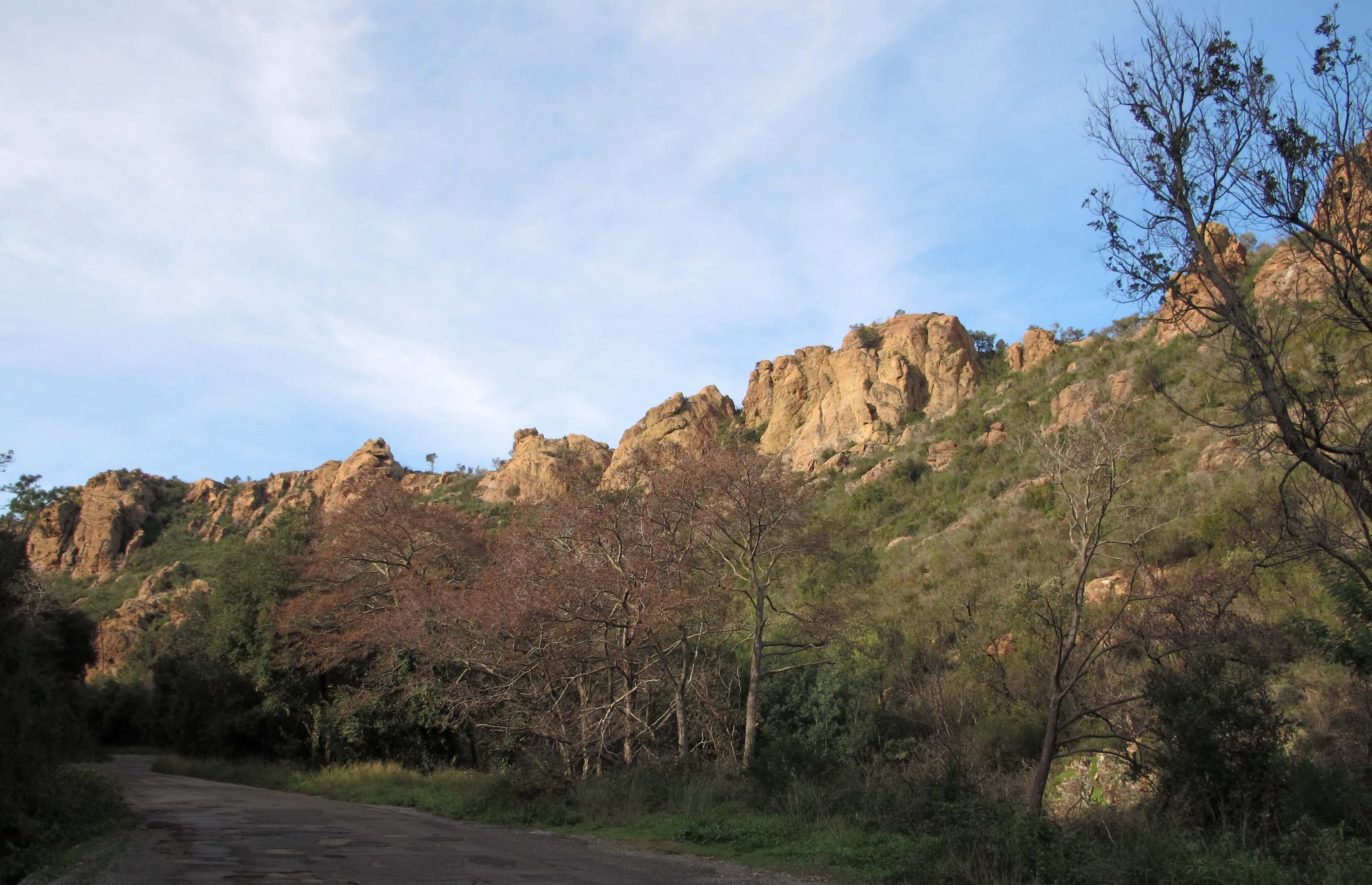
Vallon de la Rague

.